# Piromyces communis
Piromyces communis är en svampart som beskrevs av J.J. Gold, I.B. Heath & Bauchop 1988. Piromyces communis ingår i släktet Piromyces och familjen Neocallimastigaceae.   Inga underarter finns listade i Catalogue of Life.